# Seznam vlád Ukrajiny
Toto je přehled vlád Ukrajiny od vyhlášení nezávislosti v roce 1991. Nejdéle vládnoucí vláda od nezávislosti Ukrajiny byla vláda Mykoly Azarova kdy za své dvě vládní období vládl šest let.

## Seznam vlád
- vláda Vitolda Fokina (18. duben 1991 – 25. únor 1992)
- vláda Leonida Kučmy (27. říjen 1992 – 21. září 1993)
- druhá vláda Vitalije Masola[pozn. 1] (16. červen 1993 – 4. duben 1994)
- vláda Jevhena Marčuka (8. červen 1994 – 27. květen 1996)
- vláda Petra Lazarenka (28. května 1996 – 5. červenec 1996)
- druhá vláda Petra Lazarenka (11. červenec 1996 – 2. červenec 1997)
- vláda Valerie Pustovojtenka (16. červenec 1997 – prosinec 1999)
- vláda Viktora Juščenka (22. prosinec 1999 – 28. duben 2001)
- vláda Anatolije Kinacha (29. květen 2001 – 16. listopad 2002)
- vláda Viktora Janukovyče (21. listopad 2002 – 5. leden 2005)
- vláda Julie Tymošenkové (4. únor 2005 – 8. září 2005)
- vláda Jurije Jechanurova (22. září 2005 – 10. leden 2006)
- druhá vláda Viktora Janukovyče (4. srpen 2006 – 18. prosinec 2007)
- druhá vláda Julije Tymošenkové (18. prosinec 2007 – 11. březen 2010)
- vláda Mykola Azarova (11. březen 2010 – 3. prosinec 2012)
- druhá vláda Mykola Azarova (24. prosince 2012 – de facto 28. ledna 2014)[pozn. 2]
- vláda Arsenije Jaceňuka (27. únor 2014 – 27. listopad 2014)
- druhá vláda Arsenije Jaceňuka (2. prosinec 2014 – 14. duben 2016)
- vláda Volodymyra Hrojsmana (14. duben 2016 – 29. srpen 2019)
- vláda Oleksije Hončaruka (29. srpna 2019 – 4. březen 2020)
- vláda Denyse Šmyhala (od 4. března 2020)